# Belucistan (regione geografica)
Il Belucistan (in beluci بلوچِستان) è una vasta regione dell'Asia sud-occidentale, politicamente suddivisa tra Iran, Afghanistan e Pakistan.

## Società

### Etnie e Lingue

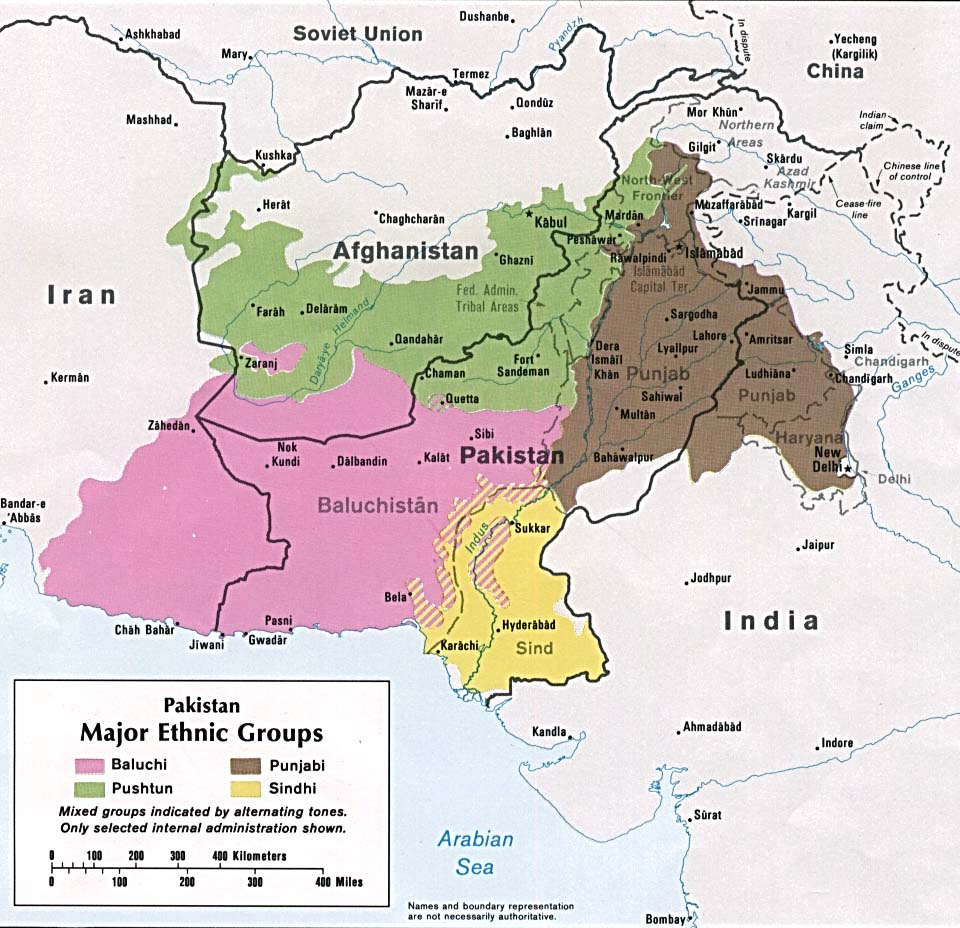
I gruppi etnici del Pakistan. La zona a maggioranza di Beluci (in lilla) è al confine con l'Iran.

La regione prende il nome da quello della popolazione prevalente, i beluci, una popolazione iranica, che migrò dall'ovest nella regione intorno al 1000 a.C. In realtà tutti gli abitanti della regione possono essere considerati "Beluci", in un'accezione più ampia del termine, anche se non parlano la lingua beluci, ma anche Pashto, persiana e brahui. La parte meridionale del Belucistan è nota come Makran.

## Politica

### Suddivisione amministrativa
Da un punto amministrativo la regione si articola nella provincia pakistana del Belucistan (347.190 km², capoluogo Quetta), nel settore meridionale della regione iraniana di Sistan e Belucistan (181.785 km², capoluogo Zahedan) e nelle aree più meridionali delle province afghane di Nimruz, Helmand e Kandahar.

## Economia

### Risorse economiche
La regione è molto importante dal punto di vista strategico; inoltre nel sottosuolo baluci passa un importante gasdotto (dal quale derivano diritti economici di transito per un ammontare annuo che supera i 500 milioni di dollari). 

### Situazione geopolitica
Il popolo baluci subisce, da anni, una vera e propria, costante, violazione dei diritti umani, perpetrata dal governo di Islamabad. L'obiettivo dello stato centrale è l'annullamento della società civile baluci impedendo, di fatto, l'accesso all'istruzione. Negli ultimi anni numerosi investimenti stranieri (soprattutto cinesi) si sono riversati in Belucistan, senza però che le infrastrutture abbiano portato un effettivo miglioramento della vita per la popolazione locale. A lavorare negli impianti "esportati" dal governo di Pechino sono infatti soprattutto cittadini cinesi, senza ricadute positive sul territorio. Questo ha portato a una crescita del livello di tensione tra il governo centrale, che ha permesso questo, e la popolazione baluci.